# Bantujci
Bantujci so avtohtona etnolingvistična skupina približno 400 različnih avtohtonih afriških etničnih skupin, ki govorijo bantujske jezike. Jeziki so domači v državah, ki se razprostirajo na velikem območju od Zahodne Afrike, Srednje Afrike, Jugovzhodne Afrike in Južne Afrike. Bantujci naseljuje tudi južna območja držav severovzhodne Afrike.
Bantujskih jezikov je nekaj sto. Glede na definicijo 'jezika' ali 'narečja' se ocenjuje, da obstaja med 440 in 680 različnih jezikov. Skupno število govorcev je v stotinah milijonov in se je sredi leta 2010 gibalo pri približno 350 milijonih (približno 30 % prebivalstva Afrike ali približno 5 % celotnega svetovnega prebivalstva). Samo v Demokratični republiki Kongo živi približno 60 milijonov govorcev (2015), razdeljenih v približno 200 etničnih ali plemenskih skupin.
Večje posamezne skupine Bantujcev imajo več milijonov prebivalcev, npr. velika večina zahodne Afrike, zlasti najbolj naseljena afriška država Nigerija, Ruanda, Tanzanija, Uganda, Kenija, Burundi (25 milijonov), ljudstvo Baganda v Ugandi (5,5 milijona leta 2014), Shona v Zimbabveju ( 17,6 milijona od leta 2020), Zulujska kraljevina v Južni Afriki (14,2 milijona od leta 2016), Luba iz Demokratične republike Kongo (28,8 milijona leta 2010), Sukuma v Tanzaniji (10,2 milijona leta 2016), Kikuyu v Keniji (8,1 milijona leta 2019), ljudstvo Xhosa v Južni Afriki (9,6 milijona leta 2011), batswana v južni Afriki (8,2 milijona leta 2020) in Pedi Južne Afrike (7 milijonov leta 2018).

## Etimologija
Abantu je beseda Xhosa in zulujščini za ljudi. Je množina besede umuntu, kar pomeni 'oseba' in temelji na deblu --ntu in množinski predponi aba.
V jezikoslovju je beseda bantu za jezikovne družine in njihove govorce umeten izraz, ki temelji na rekonstruiranem protobantujskem izrazu za 'ljudi'. V moderni akademski svet (kot Bâ-ntu) ga je prvič predstavil Wilhelm Bleek leta 1857 ali 1858 in ga populariziral v svoji Primerjalni slovnici iz leta 1862. Ime naj bi bilo skovano, da bi predstavljalo besedo za 'ljudje' v ohlapno rekonstruiranem prabantujstvu, iz množinske predpone samostalniškega razreda *ba-, ki kategorizira 'ljudi', in korena *ntʊ̀ - 'nekaj (entiteta), karkoli' (npr. xhosa umntu 'oseba' abantu 'ljudje, zulujski umuntu 'oseba', abantu 'ljudje').
Za ljudi, ki govorijo bantujske jezike, ni domačega izraza, ker niso etnična skupina. Ljudje, ki govorijo bantujske jezike, svoje jezike označujejo z etničnimi endonimi, ki pred evropskim stikom niso imeli avtohtonega pojma za večjo etnolingvistično skupino, ki so jo poimenovali evropski jezikoslovci iz 19. stoletja. Bleekova skovanka je bila navdihnjena z antropološkim opazovanjem skupin, ki se identificirajo kot 'ljudje' ali 'pravi ljudje'. To pomeni, da imajo idiomatsko refleksi *bantʊ v številnih jezikih pogosto konotacije osebnih značajskih lastnosti, kot so zajete v vrednostnem sistemu ubuntu, znanem tudi kot hunhu v čišoni ali boto v sesotu, namesto da se nanašajo samo na vsa človeška bitja.
Koren v prabantujščini je rekonstruiran kot *-ntʊ́. Različice besede bantu (to je koren plus samostalniška predpona razreda 2 *ba-) se pojavljajo v vseh bantujskih jezikih: na primer kot bantu v kikongo, kituba, tshiluba in kiluba; watu v svahiliju; ŵanthu v Tumbuki; anthu v Chichewa; batu v lingali; bato v Duali; abanto v Gusii; andũ v kambi in kikuyu; abantu v Kirundiju, Lusogi, Zuluju, Xhosi, Runyoru in Lugandi; wandru v Shingazidji; abantru v Mpondu in Ndebeleju; bãthfu v Phuthiju; bantfu v swatiju in bhaci; banhu in kisukuma; banu v Lali; vanhu v Shona in Tsonga; batho v sesotu, tsvani in sepediju; antu v Meru; andu v Embu; vandu v nekaterih narečjih Luhya; vhathu v Venda in bhandu v Nyakyusa.
Znotraj ostre razprave med jezikoslovci o besedi bantu Seidensticker (2024) navaja, da je obstajal »globok konceptualni trend, v katerem se je povsem tehnični [izraz] brez kakršnih koli nejezikovnih konotacij preoblikoval v oznako, ki se nediskriminatorno nanaša na jezik, kultura, družba in rasa.«

## Zgodovina

### Izvori in širitev
Bantujski jeziki izhajajo iz protobantujskega rekonstruiranega jezika, za katerega se ocenjuje, da so ga govorili pred približno 4000 do 3000 leti v zahodni/osrednji Afriki (območje današnjega Kameruna). Domnevno so bili razširjeni po Srednji, Vzhodni in Južni Afriki v tako imenovanem širjenju Bantujcev, sorazmerno hitrem širjenju, ki je trajalo približno dve tisočletji in na desetine človeških generacij v 1. tisočletju pr. n. št. in 1. tisočletju n. št..

### Širitev Bantujcev
Znanstveniki z Inštituta Pasteur in CNRS so skupaj s širokim mednarodnim konzorcijem ponovno izsledili selitvene poti populacij Bantu, ki so bile prej vir razprav. Znanstveniki so uporabili podatke iz obsežne genomske analize več kot 2000 vzorcev, odvzetih posameznikom v 57 populacijah po vsej podsaharski Afriki, da bi izsledili širitev Bantujcev. Med valom širjenja, ki se je začel pred 4000 do 5000 leti, je prebivalstvo, ki govori bantu – okoli 310 milijonov ljudi v letu 2023 – postopoma zapustilo svojo prvotno domovino Zahodno-srednjo Afriko in odpotovalo v vzhodne in južne regije afriške celine.
Med širjenjem Bantujcev so ljudstva, ki govorijo bantu, absorbirala ali izpodrinila številne starejše prebivalce, pri čemer je le nekaj sodobnih ljudstev, kot so skupine pigmejcev v osrednji Afriki, ljudstvo Hadza v severni Tanzaniji in različne populacije Koisan po vsej južni Afriki, ostalo obstoječe do obdobja evropskega stika. Arheološki dokazi potrjujejo njihovo prisotnost na območjih, ki so jih pozneje zasedli govorci bantujskih jezikov. Raziskovalci so dokazali, da so Koisani iz Kalaharija ostanki ogromne populacije prednikov, ki je bila morda najbolj naseljena skupina na planetu pred širitvijo Bantujcev. Biokemik Stephan Schuster s tehnološke univerze Nanyang v Singapurju je s sodelavci ugotovil, da je populacija Koisan začela drastično upadati, ko so se kmetje Bantujci pred 4000 leti razširili po Afriki.

### Hipoteze o zgodnji širitvi Bantujcev
Preden so dokončno izsledili širitev Bantujcev, začenši z njihovim izvorom v regiji med Kamerunom in Nigerijo, sta bila domnevana dva glavna scenarija širitve Bantujcev: zgodnja širitev v Srednjo Afriko in en sam izvor razpršitve, ki seva od tam, ali zgodnja ločitev na vzhodni in južni val razpršitve, pri čemer se en val premika čez Kongovsko kotlino proti vzhodni Afriki, drugi pa se premika južno vzdolž afriške obale in sistema reke Kongo proti Angoli.
Genetska analiza kaže precejšnje strnjene razlike v genetskih lastnostih med govorci jezika bantu po regijah, kar kaže na primesi prejšnjih lokalnih populacij. Govorci bantuja v Južni Afriki (Xhosa, Venda) so pokazali znatne ravni SAK in zahodnoafriškega bantuja AAC ter nizke ravni vzhodnoafriškega bantujskega AAC (slednji je prisoten tudi pri govorcih bantuja iz Demokratične republike Kongo in Ruande). Rezultati kažejo na izrazito selitev vzhodnoafriških Bantujcev v južno Afriko in so skladni z jezikovnimi in arheološkimi dokazi o selitvi vzhodnoafriških Bantujcev z območja zahodno od Viktorijinega jezera in vključitvi prednikov khoekhoe v več populacij jugovzhodnih Bantujcev pred približno 1500 do 1000 leti.
Priseljenci, ki govorijo bantu, bi bili v stiku tudi z nekaterimi afroazijskimi obrobnimi skupinami na jugovzhodu (predvsem kušitskimi) ter nilotsko in srednjesudansko govorečimi skupinami.
Po scenariju zgodnjega razcepa, kot je bil domnevan v 1990-ih, je širjenje proti jugu doseglo deževni gozd Konga do približno leta 1500 pr. n. št. in južne savane do leta 500 pr. n. št., medtem ko je širjenje proti vzhodu doseglo Velika jezera do leta 1000 pr. n. št., od tam pa se je širilo naprej kot bogato okolje je podpiralo gosto naseljenost. Možna gibanja majhnih skupin proti jugovzhodu iz območja Velikih jezer bi lahko bila hitrejša, s prvotnimi naselbinami, ki so bile široko razpršene blizu obale in v bližini rek, zaradi sorazmerno težkih pogojev kmetovanja na območjih, ki so bolj oddaljena od vode. Nedavni arheološki in jezikovni dokazi o premikih prebivalstva kažejo, da so pionirske skupine dosegle dele sodobnega KwaZulu-Natala v Južni Afriki nekje pred 3. stoletjem našega štetja vzdolž obale in sodobnega Severnega rta do leta 500 našega štetja.
Govedorejska terminologija, ki se uporablja med razmeroma maloštevilnimi sodobnimi bantujskimi pastirskimi skupinami, nakazuje, da je pridobitev goveda morda izvirala iz osrednjih sudansko, kuliaško in kušitsko govorečih sosedov. Jezikovni dokazi prav tako kažejo, da so bili tudi običaji molže goveda neposredno zgledovani po kušitskih kulturah na tem območju. Terminologija za govedo v južnoafriških bantujskih jezikih se razlikuje od tiste, ki jo najdemo pri bolj severno govorečih bantujskih ljudstvih. Eden od nedavnih namigov je, da so se kušitski govorci že prej preselili na jug in sodelovali z najsevernejšimi govorci Kojsanov, ki so od njih pridobivali govedo, in da so prvi prispeli bantujski govorci dobili svoje prvotno govedo od ljudi, ki so govorili khwe pod vplivom Kušitov. V skladu s to hipotezo je večje poznejše priseljevanje, ki je govorilo bantu, pozneje izpodrinilo ali asimiliralo to najjužnejšo razširitev območja kušitskih govorcev.
Na podlagi zobozdravstvenih dokazov je Irish (2016) zaključil: Proto-Bantu ljudstva so morda nastala v zahodni regiji Sahare, sredi kifijskega obdobja v Goberu, in so se morda preselila proti jugu, iz Sahare v različne dele Zahodne Afrike (npr. Benin, Kamerun, Gana, Nigerija, Togo), kot posledica dezertifikacije Zelene Sahare leta 7000 pr. n. št.. Iz Nigerije in Kameruna so se začela seliti poljedelska protobantujska ljudstva in med selitvijo so se med 2500 pr. n. št. in 1200 pr. n. št.] Irish (2016) prav tako gleda na ljudstvo Igbo in Yoruba kot na verjetno nazaj priseljena ljudstva Bantu.

### Kasnejša zgodovina
Med 9. in 15. stoletjem so na območju Velikih jezer in v savani južno od srednjeafriških deževnih gozdov začele nastajati države, ki so govorile bantu. Kralji Monomotapa so zgradili kompleks Velikega Zimbabveja, prednik civilizacije ljudstva Šona. Primerljiva mesta v južni Afriki vključujejo Bumbusi v Zimbabveju in Manyikeni v Mozambiku.
Od 12. stoletja naprej so se procesi oblikovanja držav med Bantujci povečali. To je bila posledica več dejavnikov, kot so gostejša populacija (ki je vodila do bolj specializirane delitve dela, vključno z vojaško močjo, hkrati pa je otežila izseljevanje); tehnološki razvoj v gospodarski dejavnosti; in nove tehnike v politično-duhovni ritualizaciji kraljevine [nejasno] kot vira nacionalne moči in zdravja. Primeri takšnih držav Bantu vključujejo: kraljestvo Kongo, kraljestvo Anziku, kraljestvo Ndongo, kraljestvo Matamba, kraljestvo Kuba, imperij Lunda, imperij Luba, imperij Barotse, [32][33] kraljestvo Kazembe, kraljestvo Mbunda, Yeke Kingdom, Kasanje Kingdom, Empire of Kitara, Butooro, Bunyoro, Buganda, Busoga, Ruanda, Burundi, Ankole, the Kraljestvo Mpororo, kraljestvo Igara, kraljestvo Kooki, kraljestvo Karagwe, svahilske mestne države, cesarstvo Mutapa, kraljestvo Zulu, kraljestvo Ndebele, cesarstvo Mthethwa, mestne države Tswana, Mapungubwe, kraljestvo Eswatini, kraljestvo Butua, Maravi, Danamombe, Khami, Naletale, Kraljevina Zimbabve in Cesarstvo Rozwi.
Na obalnem delu vzhodne Afrike se je prek stikov z muslimanskimi arabskimi in perzijskimi trgovci razvila mešana skupnost Bantu, pri čemer je bil Zanzibar pomemben del trgovine s sužnji v Indijskem oceanu. Svahilska kultura, ki je nastala iz teh izmenjav, odraža številne arabske in islamske vplive, ki jih v tradicionalni bantujski kulturi ni opaziti, tako kot številni afro-arabski pripadniki ljudstva Bantu Svahili. S svojo prvotno govorno skupnostjo, ki je osredotočena na obalne dele Zanzibarja, Kenije in Tanzanije – obalo, imenovano svahilska obala – jezik bantu svahili vsebuje veliko arabskih izposojenk kot rezultat teh interakcij. Migracije Bantujcev in stoletja pozneje trgovina s sužnji v Indijskem oceanu so prinesle vpliv bantujskega jezika na Madagaskar, pri čemer so malgaški ljudje pokazali primesi bantujskega jezika in njihove izposoje v malgaškem jeziku bantujskega jezika. Proti 18. in 19. stoletju se je tok sužnjev iz jugovzhodne Afrike povečal z vzponom sultanata Zanzibar. S prihodom evropskih kolonialistov je Zanzibarski sultanat prišel v neposredni trgovinski konflikt in konkurenco s Portugalci in drugimi Evropejci vzdolž svahilske obale, kar je sčasoma vodilo do padca sultanata in konca trgovanja s sužnji na svahilski obali sredi 20. stoletja.
Seznam skupin Bantujcev po državah: glej 